# L'Île des Sans-soucis
Pour plus de détails, voir Fiche technique et Distribution.
L'Île des Sans-soucis (Wake Me When It's Over) est un film américain réalisé par Mervyn LeRoy, sorti en 1960.

## Synopsis
Plusieurs personnages aussi divers que varier vont connaitre des aventures...

## Fiche technique
- Titre original : Wake Me When It's Over
- Titre français : L'Île des Sans-soucis
- Réalisation : Mervyn LeRoy
- Scénario : Richard L. Breen d'après le roman de Howard Singer
- Photographie : Leon Shamroy
- Montage : Aaron Stell
- Musique : Cyril J. Mockridge
- Pays d'origine :  États-Unis
- Genre : comédie
- Date de sortie : 1960

## Distribution
- Ernie Kovacs : Capt. Charlie Stark
- Dick Shawn : Gus Brubaker
- Margo Moore : Lt. Nora McKay
- Jack Warden : Captain Dave 'Doc' Farrington
- Nobu McCarthy : Ume Tanaka
- Don Knotts : Sgt. Percy Warren
- Robert Strauss : Sgt. Sam Weiscoff
- Noreen Nash : Marge Brubaker
- Parley Baer : Col. Archie Hollingsworth
- Robert Emhardt : Joab Martinson
- Marvin Kaplan : Hap Cosgrove
- Raymond Bailey : Gen. Weigang
- Robert Burton : Col. Dowling